# Município de Russell (condado de Geauga, Ohio)
O município de Russell (em inglês: Russell Township) é um município localizado no condado de Geauga no estado estadounidense de Ohio. No ano de 2010 tinha uma população de 5.190 habitantes e uma densidade populacional de 103,48 pessoas por km².

## Geografia
O município de Russell encontra-se localizado nas coordenadas 41° 28′ 11″ N, 81° 20′ 30″ O. Segundo a Departamento do Censo dos Estados Unidos, o município tem uma superfície total de 50.15 km², da qual 49.66 km² correspondem a terra firme e (0.98%) 0.49 km² é água.

## Demografia
Segundo o censo de 2010, tinha 5.190 habitantes residindo no município de Russell. A densidade populacional era de 103,48 hab./km². Dos 5.190 habitantes, o município de Russell estava composto pelo 96.99% brancos, o 1.23% eram afroamericanos, o 0.06% eram amerindios, o 1.04% eram asiáticos, o 0.02% eram insulares do Pacífico, o 0.27% eram de outras raças e o 0.39% pertenciam a duas ou mais raças. Do total da população o 1.29% eram hispanos ou latinos de qualquer raça.